# South Wayne
South Wayne è un villaggio degli Stati Uniti d'America, situato in Wisconsin, nella contea di Lafayette.